# Stayforlong
Stayforlong és un lloc web de reserves d'hotel especialitzat en les reserves de llarga estada, de tres o més nits. Opera a 22 països diferents i té la seu central a la ciutat de Barcelona. Actualment, compta amb una cartera de més de 720.000 establiments hotelers diferents.

## Història
El portal surt a producció el 29 de gener de 2015 a Barcelona gràcies a l'aportació inicial de 80.000 € que fan els seus dos fundadors: en Luis Osorio Solé i en Francesc López Castellet. Tots dos van identificar una veta de mercat en la ja per llavors saturada indústria de les reserves d'hotels, la de les estades de llarga durada.
Raúl Morón Sillero s'incorpora a l'equip poc després per liderar l'àrea de desenvolupament tecnològic, tancant-se d'aquesta manera l'equip directiu actual. En Luis Osorio exercirà de CEO, en Francesc López CCO i Raúl Morón CTO.
La companyia fa un pas endavant amb el tancament d'una ronda de finançament de 400.000 €, dels quals la plataforma de financiació The Crowd Angel aporta 250.000 € i l'entitat de capital de risc Seed Rocket 4 Founders Capital els 150.000 € restants. Una inversió que permet a la companyia reforçar la seva aposta per la internacionalització amb l'obertura de nous mercats.

## Model de negoci
Stayforlong basa el seu model de negoci en la intermediació entre els hotels i els hostes, aconseguint millor preus i condicions per als viatgers de llarga estada. Al no haver-hi reserves de curta durada, el tiquet mitjà és elevat, el que permet al portal oferir als seus usuaris preus competitius. A la pràctica això vol dir que el retorn de la inversió (ROI) per cada euro que s'inverteix en l'adquisició de nous clients és superior al d'altres empreses del sector.

## Cronologia[calcitació]
- 2015: Luis Osorio i Francesc López constitueixen Stayforlong amb una aportació inicial de 80.000 €
- 2016: Stayforlong es connecta al seu primer metacercador.
- 2017: Es tanca una ronda de finançament de 400.000 € amb The Crowd Angel i Seedrocket 4 Founders[5]
- 2019: Es llança el sistema de crèdit per a reserves Staywallet.[cal citació]